# 瓦恰區

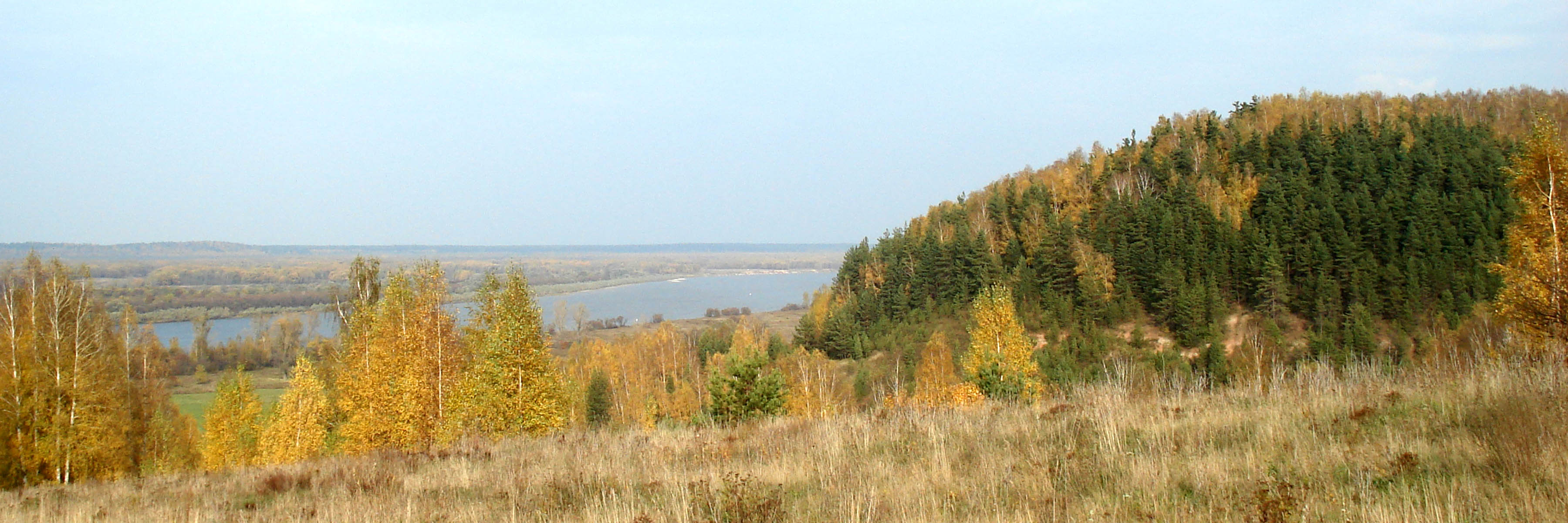

55°48′00″N 42°46′20″E / 55.80000°N 42.77222°E
瓦恰區（俄语：Вачский район），是俄羅斯的一個區，位於該國西部，由下諾夫哥羅德州負責管轄，始建於1929年，面積979.5平方公里，2010年人口19,979，人口密度每平方公里20.4人。